# Antoine Pierre Khoraiche
Antoine Pierre Khoraiche hay Antôn Phêrô Khoraiche (1907 - 1994) là một Hồng y người Liban của Giáo hội Công giáo Rôma. Ông nguyên là Thượng phụ Tòa Antioch thuộc Giáo hội Maronites, Chủ tịch hội đồng Giáo hội Maronites và Chủ tịch Hội đồng Thượng phụ và Giám mục Công giáo Liban. Ông cũng là một trong các nghị phụ tham dự đầy đủ bốn giai đoạn của Công đồng Vaticanô II.

## Tiểu sử
Hồng y Khoraiche sinh ngày 20 tháng 9 năm 1907 tại Ain Ebel, Li Băng. Sau quá trình tu học tại các cơ sở chủng viện, ngày 12 tháng 4 năm 1930, Phó tế Khoraiche được truyền chức linh mục. Khoraiche trở thành linh mục khi anh chưa đầy 23 tuổi.
Với hai mươi năm chăm sóc mục vụ trên cương vị linh mục, ngày 25 tháng 4 năm 1950, Tòa Thánh thông báo về việc đã tuyển chọn linh mục Khoraiche làm Giám mục Hiệu tòa Tarsus dei Maroniti, chức vị Giám mục Phụ tá Giáo phận Saïdā (Sidone), thuộc Giáo hội Maronite. Lễ tấn phong cho tân giám mục được cử hành sau đó vào ngày 15 tháng 10 sau đó, bởi các giáo sĩ tham gia vào nghi thức truyền chức gồm có chủ phong là Thượng phụ Antonio Pierre Arida, Thượng phụ Tòa Anchioch của Giáo hội Maronite. Hai vị phụ phong gồm có Ignace Ziadé, Giám mục chính tòa Giáo phận Alep (Beroea, Halab) của Giáo hội Maronite và Tổng giám mục François Ayoub từ Tổng giáo phận Cipro, cũng là một giáo phận thuộc quyền quản lí của Giáo hội Maronite. Tân giám mục chọn cho mình khẩu hiệu:Gloria libani data est ei.
Ngày 25 tháng 11 năm 1957, tin tức từ Tòa Thánh xác nhận thông tin bổ nhiệm Giám mục Khoraiche làm Giám mục chính tòa Sidon, nơi ông đang là Phụ tá. Giám mục Khoraiche cũng là một nghị phụ tham dự đầy đủ bốn giai đoạn của Công đồng Vaticanô II.
Ngày 3 tháng 2 năm 1975, Giáo hội Maronites họp, nhất trí chọn Giám mục Khoraiche làm Thượng phụ Tòa Antioch, đứng đầu giáo hội này. Thông tin trên được phía Tòa Thánh tái xác nhận vào ngày 15 sau đó. Từ ngày 25 tháng 11 cùng năm cho đếnnăm 1985, ông là Chủ tịch Hội đồng Giáo hội Maronite và Chủ tịch Hội đồng Thượng phụ và Giám mục Công giáo Li Băng.
Qua Công nghị Hồng y ngày 2 tháng 2 năm 1983, Giáo hoàng Gioan Phaolô II vinh thăng thượng phụ Khoraiche tước Hồng y - Đẳng Thượng phụ. Ba năm sau khi được vinh thăng, Thượng phụ Khoraiche từ nhiệm. Ông qua đời sau đó vào ngày 19 tháng 8 năm 1994, thọ 87 tuổi.